# Anna de Jesús Maria de Bragança
Anna de Jesús Maria de Bragança (portuguès: Ana de Jesus Maria de Bragança)  (Mafra, 23 d'octubre de 1806 - Roma, 22 de juny de 1857) va ser una infanta de Portugal.
Va néixer a Mafra el 23 de desembre de 1806 com la novena i darrera filla de Joan VI de Portugal, quan encara príncep del Brasil, hereu de la corona portuguesa, i de la infanta Carlota Joaquima de Borbó. Va passar tota la infància i joventut a Rio de Janeiro, a causa de la marxa de la família reial al Brasil arran de la invasió napoleònica.
A la seva tornada a Europa, va conèixer el marquès de Loulé, Nuno José de Moura Barreto, un habitual de la cort portuguesa que tenia relacions amb els infants de Portugal. Ambdós van iniciar una relació amorosa i van mantenir relacions, quelcom que va desembocar en què Anna es quedés embarassada. Això va precipitar el matrimoni de la infanta amb l'aristòcrata abans del naixement de la criatura. El casament va celebrar-se el 5 de desembre de 1827 a la capella del Palau Reial de Qeluz, sota els auspicis de la reina Carlota. L'esdeveniment va ser un escàndol entre alguns membres de la noblesa pel caràcter morganàtic del casament i l'embaràs de la infanta. No obstant això, va mantenir els seus drets successoris, ja que no hi va renunciar de manera formal i tampoc infringia les normes de successió al tron.
Durant el conflicte successori entre els infants Pere, més liberal, i Miquel, més tradicionalista, la infanta va recolzar el primer. A causa d'això, ella i el seu espòs van haver d'exiliar-se durant el regnat de Miquel I a París i no van tornar a Portugal fins a 1834. Posteriorment, el seu marit va esdevenir una figura important en la política portuguesa i va ser diverses vegades primer ministre del regne. Amb ell va tenir cinc fills, i alguns reialistes consideren els seus descendents legítims hereus a la corona portuguesa, atesa la manca de descendència de Manuel II i la prohibició recaiguda sobre la branca descendent de Miquel I.
Anna de Jesús Maria va divorciar-se de Moura eventualment. Va morir a Roma el 22 de juny de 1857 i va ser enterrada a l'església de Sant Antoni dels Portuguesos.